# Gisela Haase
Gisela Haase, auch Haase-Messner, geb. Rudolph (* 14. März 1935 in Dresden; † 22. August 2023), war eine deutsche Kunsthistorikerin.

## Werdegang
Sie studierte von 1953 bis 1957 in Rostock und Berlin Kunstgeschichte. Danach arbeitete sie an den Dresdener Museen und war im Herbst 1958 Mitarbeiterin der Rückführung von in die Sowjetunion verbrachten Kunstgütern nach Dresden. Ab 1961 war sie am Kunstgewerbemuseum Dresden tätig, von 1991 bis zu ihrem Ruhestand 2000 als Direktorin.
Ihre Spezialgebiete waren die Geschichte des Glases und des Möbels.